# Рівномірна неперервність

Графік перетинає горішню і долішню риски обмежувального вікна висота × широта=
якою маленькою не була б, отже не рівномірно неперервна. Тоді як, функція рівномірно неперервна.

Рівномірна неперервність в математичному і функціональному аналізі — це властивість функції бути однаково неперервною в усіх точках області визначення.

## Означення
Нехай дано два метричні простори {\displaystyle (X,\varrho _{X})} і {\displaystyle (Y,\varrho _{Y})}. Функція {\displaystyle f\colon X\to Y} називається рівномірно неперервною на підмножині {\displaystyle M\subset X,} якщо
{\displaystyle \forall \varepsilon >0\;\exists \delta =\delta (\varepsilon )>0\;\forall x_{1},x_{2}\in M\quad {\bigl (}\varrho _{X}(x_{1},x_{2})<\delta {\bigr )}\Rightarrow {\bigl (}\varrho _{Y}(f(x_{1}),f(x_{2}))<\varepsilon {\bigr )}}.
Зокрема, дійснозначна функція дійсного змінного {\displaystyle f:M\subset \mathbb {R} \to \mathbb {R} } рівномірно неперервна, якщо
{\displaystyle \forall \varepsilon >0\;\exists \delta =\delta (\varepsilon )>0\;\forall x_{1},x_{2}\in M\quad {\bigl (}|x_{1}-x_{2}|<\delta {\bigr )}\Rightarrow {\bigl (}|f(x_{1})-f(x_{2})|<\varepsilon {\bigr )}}
Вибір {\displaystyle \delta } у визначенні рівномірної неперервності залежить від {\displaystyle \varepsilon }, але не від {\displaystyle x_{1},x_{2}.}

## Властивості
- Функція, рівномірно неперервна на множині {\displaystyle M,} неперервна на ній. Зворотне, взагалі кажучи, не справджується. Наприклад, функція

{\displaystyle f(x)={\frac {1}{x}},\;x\in (0,1)}
неперервна на всій області визначення, але не є рівномірно неперервною, оскільки при будь-якому {\displaystyle \varepsilon >0} можна вказати відрізок скільки завгодно малої довжини такий, що на його кінцях значення функції відрізнятимуться більше, ніж на {\displaystyle \varepsilon .} Інший приклад: функція
{\displaystyle f(x)=x^{2},\;x\in (-\infty ,+\infty )}
неперервна на всій числовій осі, але не є рівномірно неперервною, оскільки
{\displaystyle \lim _{x\to \infty }(f\left(x+{\frac {a}{x}}\right)-f(x))=\lim _{x\to \infty }(x^{2}+2a+a^{2}x^{-2}-x^{2})=2a.}
Для будь-якого {\displaystyle \varepsilon >0} можна вибрати відрізок як завгодно малої довжини {\displaystyle \varepsilon /x} такий, що різниця значень функції {\displaystyle f(x)=x^{2}} на кінцях відрізка буде більше {\displaystyle \varepsilon .} Зокрема, на відрізку {\displaystyle \left(x,x+{\frac {\varepsilon }{x}}\right)} різниця значень функції збігається до {\displaystyle 2\varepsilon .}
- (Теорема Кантора — Гейне) Функція, неперервна на компактній підмножині {\displaystyle K\subset X,} рівномірно неперервна на ній. Зокрема якщо {\displaystyle f\in C{\bigl (}[a,b]{\bigr )},} то вона рівномірно неперервна на {\displaystyle [a,b].}
- Нехай {\displaystyle f\colon X\to Y} це рівномірно неперервне відображення, і {\displaystyle \{x_{n}\}_{n=1}^{\infty }} — послідовність Коші в {\displaystyle X.} Тоді {\displaystyle {\bigl \{}f(x_{n}){\bigr \}}_{n=1}^{\infty }} — послідовність Коші в {\displaystyle Y.}
- Будь-яке ліпшицеве відображення є рівномірно неперервним.